# Meridiani (medicina tradizionale cinese)

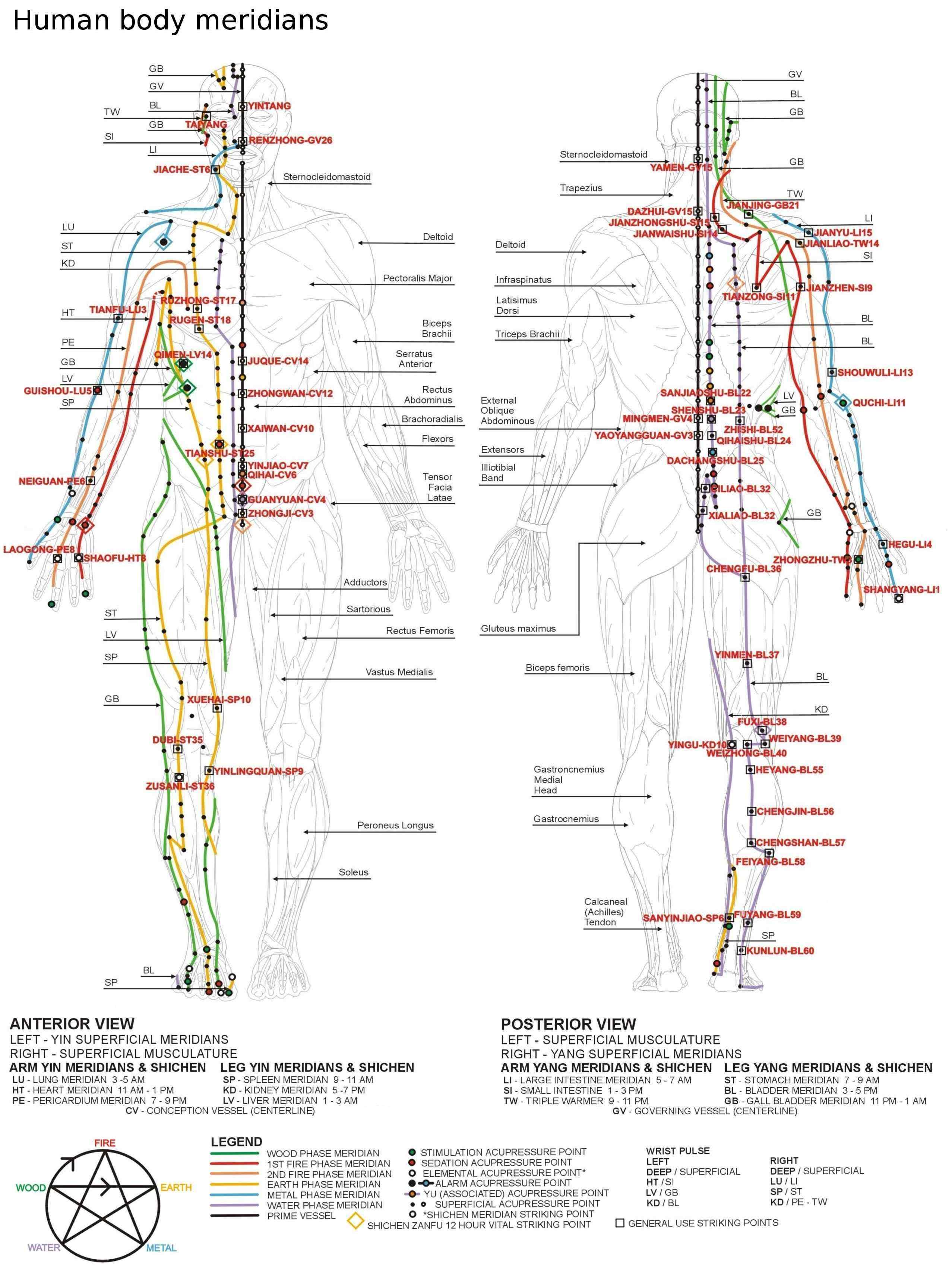
Il sistema dei dodici meridiani nel corpo umano visti frontalmente (a sinistra) e di retro (a destra). I colori sono associati ai cinque elementi appartenenti al cosiddetto «ciclo dei mutamenti».

Secondo la medicina tradizionale cinese, lungo il corpo umano scorrono dei canali di energia (qi) detti meridiani (脈T, 脉S, maiP) analoghi a vasi o ad arterie, che formano un sistema organico (Jing Luo). Si tratta di flussi energetici di materia fine non riscontrabili direttamente a livello sensoriale.

## Suddivisione dei meridiani
I meridiani si suddividono in due categorie:
- meridiani Jing, ossia quelli principali,[3] che scorrono per lo più longitudinalmente e in profondità nel corpo;
- meridiani Luo, ossia quelli trasversali,[4] che fungono cioè da collegamento tra i meridiani principali, perciò detti anche collaterali.

### Jing Maio meridiani principali
I meridiani Jing vengono associati ad un particolare organo, e ad uno dei cinque elementi della filosofia taoista. Secondo il principio della polarità sono suddivisi in cinque meridiani yin e cinque yang, più altri due meridiani "regolatori", quindi in tutto dodici:
- Meridiano del rene (yin)[5] → acqua
- Meridiano della vescica  (yang)[6] → acqua
- Meridiano del polmone (yin)[7] → metallo
- Meridiano dell'intestino crasso (yang)[8] → metallo
- Meridiano del fegato  (yin)[9] → legno
- Meridiano della cistifellea (yang)[10] → legno
- Meridiano della milza-pancreas (yin)[11] → terra
- Meridiano dello stomaco (yang)[12] → terra
- Meridiano del cuore (yin)[13] → fuoco
- Meridiano dell'intestino tenue (yang)[14] → fuoco

Meridiani regolatori
- Meridiano del pericardio (mastro del cuore) o circolo sessuale (yin)[15] → fuoco
- Meridiano del triplice riscaldatore (yang)[16] → fuoco

Oltre i 12 meridiani principali, gli Jingmai comprendono 12 meridiani tendino-muscolari, 12 divergenti, 8 meridiani straordinari, il canale detto huato, e una serie di punti bilaterali sulla parte bassa della schiena la cui scoperta è attribuita al medico Hua Tuo.
In base all'arto di appartenenza, sono anche suddivisi in meridiani yin del braccio, meridiani yang del braccio, meridiani yin della gamba, e meridiani yang della gamba.
Contando il numero di punti unici su ogni meridiano, si arriva a un totale di 361, che coincide con il numero dei giorni dell'anno secondo il calendario lunare, anche se questo metodo ignora il fatto che la maggior parte dei punti sia bilaterale, portando il totale effettivo a 670. Evitando di contare due volte i punti bilaterali, ci sono circa 400 agopunti, la maggioranza dei quali è situata su uno dei venti canali principali, cioè i dodici meridiani principali e gli otto meridiani straordinari.

### Luo Maio meridiani trasversali
I meridiani Luo (pronuncia: Lo), di natura secondaria, si situano in genere tra la pelle e i muscoli, ramificandosi in canali sempre più sottili. Hanno la funzione di collegare un meridiano principale yang ad uno yin, cosicché questi ultimi risultano accoppiati.
Le coppie di meridiani sono così i seguenti:
- Rene – Vescica
- Stomaco – Milza-Pancreas
- Polmone – Intestino crasso
- Fegato – Cistifellea
- Cuore – Intestino tenue
- Triplice riscaldatore – Pericardio

Ogni coppia è associata ad uno dei cinque elementi ideati ed elaborati dal pensiero filosofico cinese (terra, metallo, acqua, legno, fuoco). Poiché si tratta di sei accoppiamenti, i due meridiani "regolatori" (Triplice riscaldatore-Pericardio) sono raggruppati nello stesso elemento fuoco già associato al Cuore-Intestino tenue.
I Luomai comprendono le 15 arterie maggiori che collegano i 12 meridiani principali in vari modi, oltre all'interazione tra gli organi interni associati e altre strutture interne correlate. Il sistema collaterale incorpora anche una distesa ramificata di vasi capillari che si diffondono in tutto il corpo, come le dodici regioni cutanee.

### Meridiani straordinari
Gli otto meridiani straordinari (奇經八脈T, 奇经八脉S, qí jīng bā màiP) vengono utilizzati nello studio del qigong, del taijiquan e dell'alchimia cinese; sono considerati vasi di stoccaggio dell'energia e non sono direttamente collegati agli organi interni.
1. Vaso governatore (督脈T, 督脉S, dūmàiP)
2. Vaso concezione (任脈T, 任脉S, rénmàiP)
3. Vaso d'incrocio (衝脈T, 冲脉S, chòngmàiP)
4. Vaso cintura (帶脈T, 带脉S, dàimàiP)
5. Vaso yin del calcagno (陰蹺脈T, 陰跷脉S, yīnqiāomàiP)
6. Vaso yang del calcagno (陽蹺脈T, 陽跷脉S, yángqiāomàiP)
7. Vaso di unione yin (陰維脈T, 陰维脉S, yīnwéimàiP)
8. Vaso di unione yang (陽維脈T, 陽维脉S, yángwéimàiP)

## Patologie dei meridiani e terapie

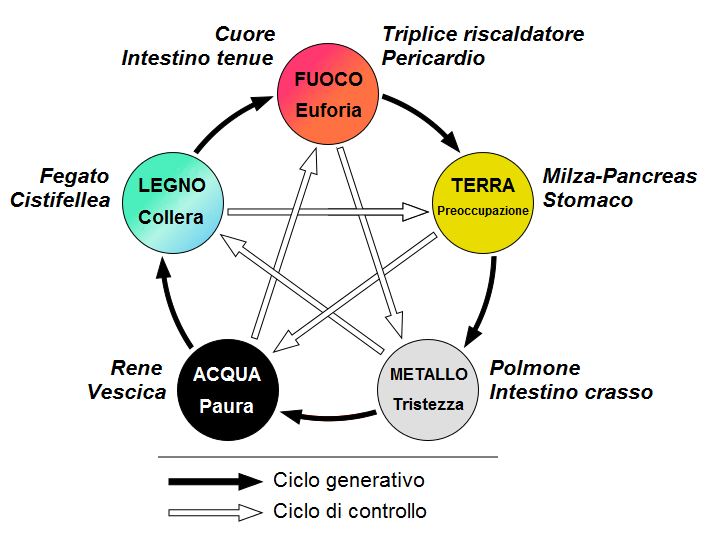
Rappresentazione del flusso con cui procede la generazione dei cinque elementi, associati ai meridiani.

Tra le più antiche forme di terapia dei meridiani è l'agopuntura, che pungendo degli specifici punti posti lungo di essi cerca di risanare un loro squilibrio dovuto a un eccesso o un difetto di energia.
L'eccesso (yang) o il difetto (yin) non è da confondere con lo stato naturale dei meridiani, ad esempio il meridiano del rene, di tipo yin, potrebbe subire tanto un deficit yin, come un sovraccarico yang di energia.
Il ripristino dell'energia avviene spostandola da un meridiano che ne abbia in eccesso ad uno che ne abbia specularmente in difetto. Una terapia come l'agopuntura, la moxibustione, o anche la digitopressione, dovrà però tenere conto della direzione in cui si muove l'energia secondo lo schema del ciclo dei mutamenti, tipico della filosofia cinese che vede la presenza dei cinque elementi della natura anche nel microcosmo umano, associandoli ad una specifica emozione: terra → metallo → acqua → legno → fuoco. 
Così, ad esempio, un deficit di energia del meridiano del rene (acqua), che si accompagni specularmente ad un eccesso di energia del meridiano del polmone (metallo), potrà essere riequilibrato stimolando il punto Metallo del meridiano del rene, facendo così fluire dal metallo all'acqua l'energia rimasta bloccata. 
Ma se viceversa il deficit di energia fosse sul meridiano del polmone, e quello del rene ne avesse in eccesso, occorre andare a ritroso spostando progressivamente tale eccesso dall'acqua al legno, poi al fuoco, alla terra e infine al metallo. Stimolando invece il punto Acqua del meridiano del polmone, quest'ultimo verrebbe ulteriormente svuotato di energia dato che questa tenderebbe naturalmente verso il meridiano del rene.